# Cướp biển vùng Ca-ri-bê 4
Cướp biển vùng Caribbean 4: Suối Nguồn Tươi Trẻ (tựa gốc tiếng Anh: Pirates of the Caribbean: On Stranger Tides) là một bộ phim hành động phiêu lưu hài hước Mỹ, là phần thứ tư của loạt phim ăn khách Pirates of the Caribbean. Đây là bộ phim đầu tiên trong loạt phim này không phải do đạo diễn Gore Verbinski thực hiện mà người thay thế ông là Rob Marshall. Jerry Bruckheimer tiếp tục làm nhà sản xuất của phim. Đây là được coi là một phần phim có cốt truyện độc lập so với các phần trước. Phim được dựa theo cuốn tiểu thuyết Dòng chảy lạ của Tim Powers. Trong phần này, thuyền trưởng Jack Sparrow (Johnny Depp) kết hợp cùng cô bạn gái Angelica (Penélope Cruz) vừa tham gia tìm kiếm Suối nguồn tuổi trẻ, vừa phải chiến đấu với tên cướp biển khét tiếng Râu Đen (Blackbeard - Ian McShane). Bộ phim được hãng Walt Disney Pictures sản xuất và phát hành tại Hoa Kỳ vào ngày 20 tháng 5 năm 2011. Đây cũng là bộ phim đầu tiên trong loạt phim Cướp biển vùng Caribbean công chiếu dưới định dạng 3-D kỹ thuật số của Disney và IMAX 3D.
Các biên kịch trong các phần phim Chiếc rương tử thần và Nơi tận cùng thế giới đã đánh giá rằng đây có thể là điểm khởi đầu mới tốt cho loạt phim. Phim bắt đầu bấm máy sau khi kết thúc giải thưởng của Hội Biên kịch Mỹ 2007-2008, Depp tiếp tục hợp tác với các nhà biên kịch để nghiên cứu về kịch bản phim. Các cảnh quay trong phim được hoàn thành trong 106 ngày từ tháng 6 đến tháng 11 năm 2010, với các địa điểm quay ở Hawaii, Vương quốc Anh, Puerto Rico và California. Phim sử dụng kỹ thuật quay phim 3D từng được áp dụng trong sản xuất phim Avatar năm 2009 và hợp tác với 10 công ty chuyên thiết kế hiệu ứng hình ảnh. Chi phí sản xuất tăng cao đã khiến bộ phim trở thành bộ phim có kinh phí cao nhất từ trước đến nay.
Suối nguồn tươi trẻ đã phá vỡ nhiều kỷ lục phòng vé ngay khi vừa được công chiếu và xuất sắc đứng trong top 14 phim có doanh thu cao nhất mọi thời đại không tính lạm phát. Phim đã vấp phải sự chỉ trích kịch liệt từ giới phê bình về sự pha trộn trong kịch bản không hợp lý cùng mức độ phô trương, thiếu tính độc đáo của nó. Tuy nhiên phim vẫn có nhiều điểm tích cực về diễn xuất, đạo diễn, các pha hành động gay cấn, âm nhạc kịch tính và hiệu ứng kỹ xảo đẹp mắt cũng như thời lượng của phim cũng ngắn hơn trước.
Phần tiếp theo của loạt phim mang tên Cướp biển vùng Caribbean: Salazar báo thù ra mắt khán giả vào ngày 26 tháng 5 năm 2017.

## Cốt truyện
Sau khi thất bại trong việc giải cứu người bạn trung thành của mình là Joshamee Gibbs ở London, thuyền trưởng Jack Sparrow bị bắt và áp giải tới cung điện diện kiến vua George II, người muốn Jack hướng dẫn một đoàn thám hiểm tìm kiếm Suối nguồn tuổi trẻ trước khi vua Ferdinand và Hải quân đế quốc Tây Ban Nha tìm ra được vị trí của nó. Trưởng đoàn thám hiểm trớ trêu thay lại là kẻ thù không đội trời chung với Jack, thuyền trưởng Hector Barbossa, người bây giờ là một thuyền trưởng phục vụ cho Hải quân Hoàng gia Anh sau khi hắn làm mất đôi chân và con tàu Ngọc Trai Đen mà hắn tin là đã bị đánh chìm.
Jack đã từ chối lời đề nghị của nhà vua và trốn thoát thành công khỏi cung điện và quân lính Vệ binh Hoàng gia. Sau đó anh gặp cha mình, thuyền trưởng Edward Teague và được ông chỉ cách về nghi thức ở Suối nguồn. Jack cũng chợt phát hiện ra có kẻ đang mạo danh anh để tuyển thủy thủ đoàn lên tàu tìm kiếm Suối nguồn. Anh đã chiến đấu kịch liệt với kẻ giả dạng đó và thật bất ngờ khi phát hiện đó là Angelica Teach, người yêu cũ của Jack và là con gái của tên thuyền trưởng khét tiếng Râu Đen (Blackbeard). Hắn đã thực hiện nhiều tà thuật kỳ diệu với một thanh kiếm có thể điều khiển cả con tàu của mình là tàu Sự trả thù của Nữ hoàng Anne. Trong khi Jack đã bị bắt trên tàu của Râu Đen bởi cuộc nổi loạn của mình, Gibbs đã thoát ra thành công khi đốt được tấm bản đồ của Jack, buộc Barbossa phải theo trí nhớ của ông dẫn đường tới Suối nguồn tuổi trẻ.
Sau khi thất bại bởi một cuộc nổi loạn trên tàu Sự trả thù của Nữ hoàng Anne mà Jack là kẻ cầm đầu, anh bị Râu Đen ép buộc phải đưa hắn tới chỗ Suối nguồn. Lý do Râu Đen phải tìm kiếm Suối nguồn tuổi trẻ là bởi vì hắn tin vào một lời tiên tri rằng hắn sẽ bị "một kẻ thọt một chân" (đến cuối phim là Barbossa) giết chết. Nhớ lại lời dặn dò của cha, Jack nhận ra anh phải tìm được hai chiếc chén bạc mà nghe đồn là ở trên con tàu của Juan Ponce de León có tên Santiago. Nghi thức ở Suối nguồn tuổi trẻ là hai người sẽ lấy mỗi chiếc chén đó đựng nước Suối nguồn để uống mà bên trong một chén là nước mắt của một nàng tiên cá, kẻ uống được chiếc chén đó sẽ lấy đi tất cả những năm tháng sống của kẻ uống chén còn lại. Với sự giúp đỡ của Angelica, Jack cũng biết được rằng tàu Ngọc Trai Đen của mình không chìm mà đã bị thu nhỏ lại và cho vào bộ sưu tập tàu trong chai của Râu Đen.
Râu Đen đã đưa tàu Sự trả thù của Nữ hoàng Anne đến Vịnh Mũ Trắng, nơi hắn hi vọng sẽ thu thập được một giọt nước mắt của một nàng tiên cá. Một chiếc thuyền nhỏ có hàng chục thủy thủ đã được hắn cử đi để làm mồi, cuối cùng tất cả các thủy thủ đã bị các tiên cá quyến rũ và kéo xuống biển ăn thịt. Trong trận chiến với tiên cá, Râu Đen đã bắt được một nàng tiên cá. Phillip Swift, một nhà truyền giáo bị giam cầm trên tàu của Râu Đen vô tình té ngã và được nàng tiên cá tìm đến giúp đỡ, và Râu Đen cũng nhân cơ hội bắt sống được cô nàng. Tiếp cận hòn đảo nơi tàu Juan Ponce de León bị mắc kẹt, Angelica và Râu Đen ép Jack phải lấy bằng được hai chiếc chén bạc. Khi lên được con tàu bị mắc kẹt bên bờ vực thẳm, Jack đã gặp lại Barbossa đã chờ anh sẵn trên tàu. Tuy nhiên cuối cùng cả hai phát hiện ra Hải quân đế quốc Tây Ban Nha đã đến và lấy được chén thánh trước.
Dường như đều muốn đạt cùng một mục đích, Jack và Barbossa lẻn vào trại lính Tây Ban Nha để đánh cắp những chiếc chén thánh. Tuy nhiên phần sau của phim tiết lộ rằng Barbossa ban đầu đứng trên tàu Santiago chỉ để chờ Râu Đen tới. Barbossa còn tuyên bố hắn chỉ quan tâm đến việc tìm cách trả thù Râu Đen vì đã tấn công tàu Ngọc Trai Đen tại Hispaniola, trong khi hắn buộc phải cắt bỏ chân của chính mình để trốn thoát. Jack và Barbossa đã cùng hợp tác với nhau và trốn thoát cùng những chiếc chén thánh. Trong lúc đó Seryna (nàng tiên cá bị Râu Đen bắt được, Phillip gọi tên như vậy để Râu Đen xem cô là một con người chứ không phải là một loài sinh vật) vì cảm động trước tình cảm của Phillip mà nhỏ một giọt nước mắt xuống lọ và bị Râu Đen thu thập, sau đó hắn để cô lại dưới ánh sáng mặt trời đến chết. Còn Phillip bị ép buộc làm con tin để tiếp tục cuộc hành trình. Jack trở lại cùng hai chiếc chén và Gibbs, người anh tái ngộ khi hỗ trợ Barbossa. Jack và Râu Đen mặc cả nhau cho sự an toàn của Angelica, chiếc la bàn kỳ diệu của Jack bị tịch thu trước đó và cả Gibbs. Đổi lại Jack thề sẽ đưa Râu Đen những chiếc chén và dẫn hắn tới Suối nguồn; Râu Đen đồng ý và trao đổi Gibbs cùng với chiếc la bàn.
Ở Suối nguồn, đoàn thủy thủ của Râu Đen phải đối mặt với Barbossa, từ đó gây ra một cuộc chiến luẩn quẩn. Sau đó quân Tây Ban Nha bất ngờ tới để hủy diệt Suối nguồn tuổi trẻ vì tin rằng sức mạnh của Suối nguồn là một điều ghê tởm chống lại Chúa. Angelica rút thanh kiếm ra khỏi Râu Đen nhưng cũng bị cắt trúng người và nhiễm độc. Còn Barbossa đoạt được thanh kiếm ma thuật của Râu Đen, đồng thời cho phép hắn giành quyền kiểm soát con tàu Sự trả thù của Nữ hoàng Anne. Phillip cũng bị thương nặng trong cuộc chiến, dù vậy anh vẫn cố trở lại giải thoát cho Seryna, người sau đó lấy lại những chiếc chén bị mất và đưa chúng cho Jack, đồng thời nói với anh đừng lãng phí nước mắt của cô. Seryna tìm thấy Phillip trong cơn hấp hối, anh cầu mong cô tha thứ cho mình. Cô hôn anh, theo truyền thuyết một nụ hôn từ nàng tiên cá có thể giúp một người không bị chết đuối và họ cùng nhau biến mất dưới nước.
Với Râu Đen và Angelica đang cận kề cái chết, Jack mang chén nước tới cho họ và cố gắng thuyết phục Angelica uống một chén có giọt nước mắt, nhưng Râu Đen đã giật nó và uống trước, đồng thời yêu cầu con gái hi sinh bản thân mình bằng cách uống chén còn lại. Angelica đồng ý. Đoán trước rằng Râu Đen sẽ tự động chọn chiếc chén có nước mắt để hi sinh con gái mình, Jack đã nói dối về chiếc chén đó để cứu cả tính mạng của Angelica và linh hồn của Râu Đen. Vết thương của Angelica được chữa lành trong khi Suối nguồn tuổi trẻ làm tiêu hủy cơ thể của Râu Đen và giết chết hắn. Mặc dù Angelica tuyên bố mình vẫn còn yêu Jack, anh vẫn cảm thấy khó chịu về những ý định của cô và bỏ cô chân đất lại một cồn cát gần đảo với một khẩu súng lục chỉ chứa một viên đạn duy nhất. Angelica liền bắn Jack ngay khi anh rời đi nhưng cô bắn trượt. Bây giờ có trong tay thanh kiếm huyền diệu của Râu Đen, Barbossa tẩu thoát cùng con tàu Sự trả thù của Nữ hoàng Anne, trở lại với nghề cướp biển quen thuộc (cũng lấy lại được chiếc mũ cũ của ông) và vui vẻ tiến tới Tortuga cùng con tàu và đoàn thủy thủ mới của mình.
Jack tìm thấy Gibbs, người đã sử dụng chiếc la bàn để xác định vị trí của con tàu Sự trả thù của Nữ hoàng Anne và đòi lại được con tàu Ngọc Trai Đen thu nhỏ và hạm đội các tàu đi viễn chinh khác bên trong những vỏ chai nằm trong chiếc bao tải dệt bằng sợi cây đan. Hi vọng tìm được cách phục hồi kích thước ban đầu của tàu Ngọc Trai Đen, cả hai người đi về phía ánh hoàng hôn, tiếp tục cuộc sống cướp biển của họ.
Trong một cảnh hậu danh đề của phim, một con búp bê hình nhân giống Jack mà Râu Đen chế tác trôi dạt lên bờ và được Angelica nhặt lên cùng với điệu mỉm cười.

## Phân vai
- Johnny Depp vai Jack Sparrow
- Penelope Cruz vai Angelica Teach
- Geoffrey Rush vai Hector Barbossa
- Ian McShane vai Râu Đen (Blackbeard)
- Kevin McNally vai Joshamee Gibbs
- Sam Claflin vai Phillip Swift
- Astrid Bergès-Frisbey vai Syrena
- Danny Le Boyer vai Yeoman
- Sebastian Armesto vai Vua Fernando VI của Tây Ban Nha của đế quốc Tây Ban Nha
- Keith Richards vai Edward Teague
- Anton Lesser vai John Carteret
- Roger Allam vai Henry Pelham
- Paul Bazely vai Salaman
- Stephen Graham vai Scrum
- Greg Ellis vai Trung úy Theodore Groves
- Damian O'Hare vai Trung úy Gillette
- Richard Griffiths vai Vua George II của Anh